# 큰돌고래속
큰돌고래속(Tursiops) 또는 병코돌고래속은 이빨고래소목 참돌고래과에 속하는 고래 속의 일종이다. 병코돌고래속은 큰돌고래(T. truncatus, 병코돌고래 또는 커먼돌고래)와 남방큰돌고래(T. aduncus, 인도태평양병코돌고래) 그리고 부르난큰돌고래(T. australis)의 3종으로 이루어져 있다. 예전에 남방큰돌고래를 큰돌고래의 아종으로 분류하기도 했지만 현재는 별도의 종으로 구별하고 있다. 또 부르난큰돌고래는 다른 2종 중 하나에 속하는 것으로 간주해왔지만, 2011년에 다른 종이라는 사실이 밝혀졌다. 전 세계 온대 해역에 널리 분포한다.

## 하위 종
- 큰돌고래 또는 병코돌고래 (Tursiops truncatus)
- 남방큰돌고래 또는 인도태평양병코돌고래 (Tursiops aduncus)
- 부르난큰돌고래 (Tursiops australis)

## 사진

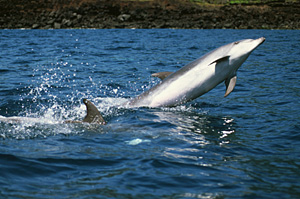
큰돌고래
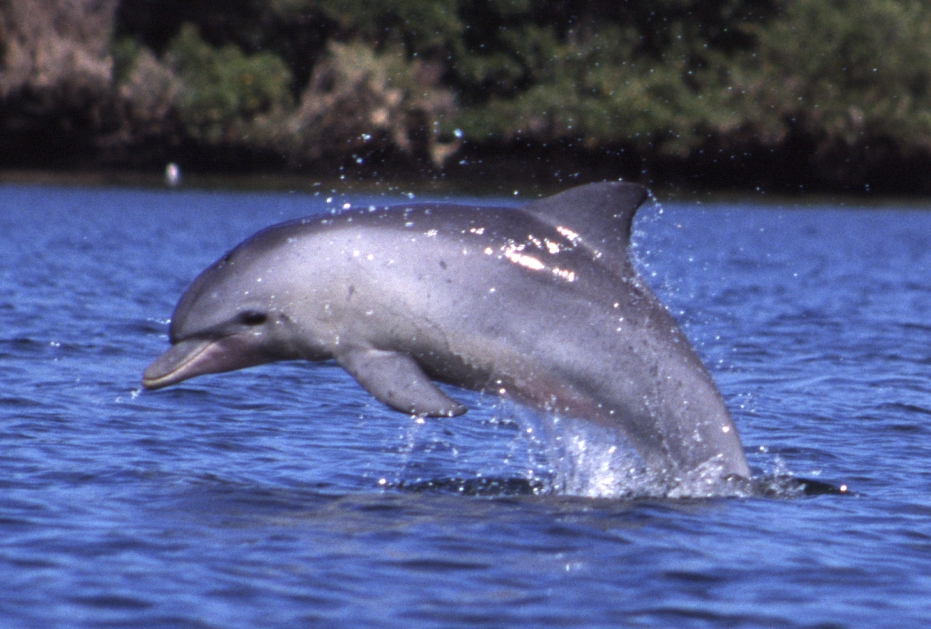
남방큰돌고래
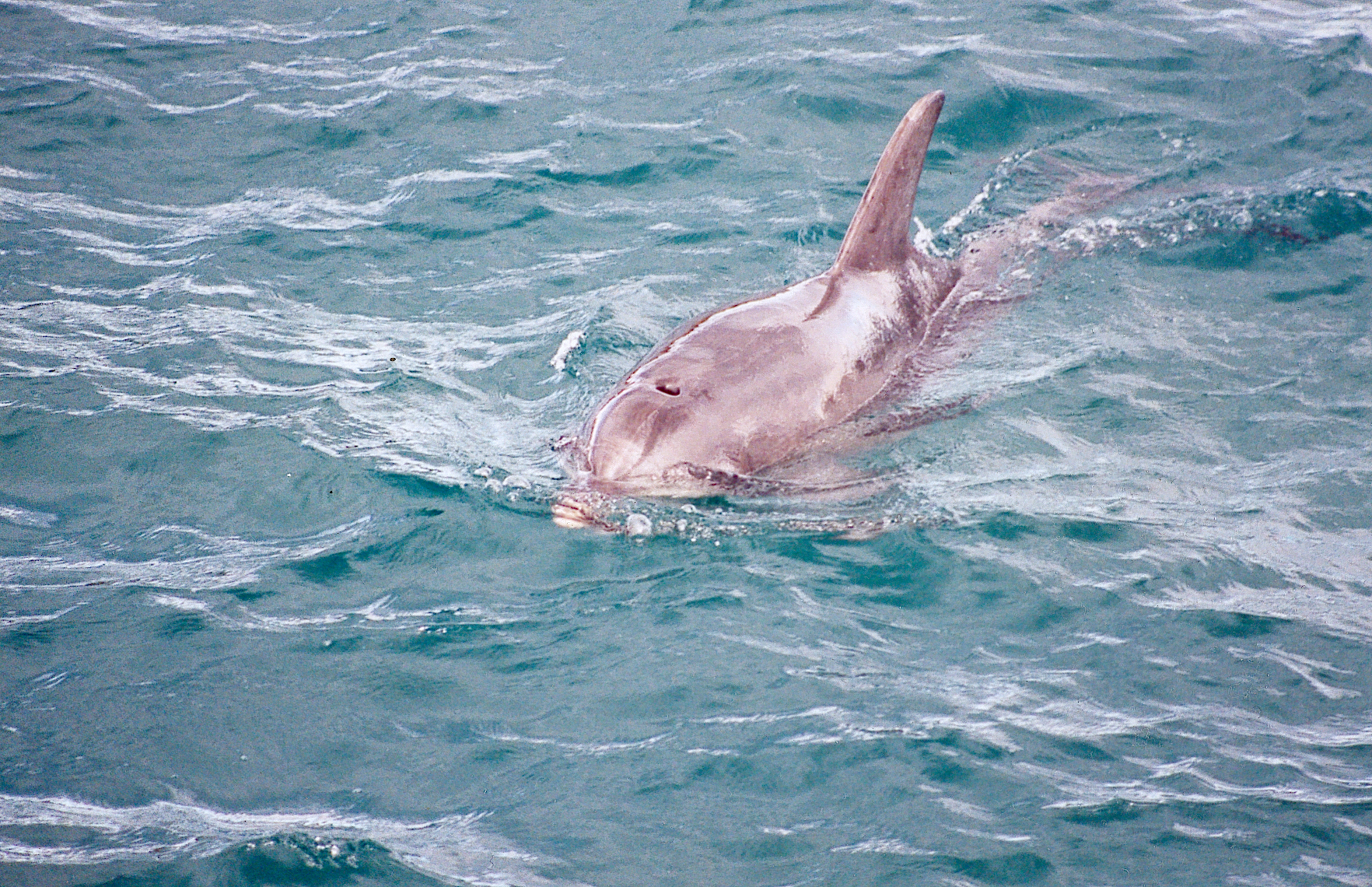
부르난큰돌고래

## 같이 보기
- 큰돌고래